# Малояуське сільське поселення
Малояу́ське сільське поселення (рос. Малояушское сельское поселение) — муніципальне утворення у складі Вурнарського району Чувашії, Росія. Адміністративний центр — село Малі Яуші.
Станом на 2002 рік існували Малояуська сільська рада (село Малі Яуші, присілки Кюмель-Ямаші, Мулакаси, Сінь-Алдиші) та Тузі-Сярмуська сільська рада (присілки Старі Шордани, Тузі-Сярмус, Тімерчкаси, Троїцьке).

## Населення
Населення — 1289 осіб (2019, 1733 у 2010, 1914 у 2002).

## Склад
До складу поселення входять такі населені пункти:
| Населений пункт         | Населення, осіб (2002) | Населення, осіб (2010) |
| ----------------------- | ---------------------- | ---------------------- |
| Кюмель-Ямаші, присілок  | 388                    | 354                    |
| Малі Яуші, село         | 344                    | 328                    |
| Мулакаси, присілок      | 133                    | 113                    |
| Сінь-Алдиші, присілок   | 177                    | 158                    |
| Старі Шордани, присілок | 221                    | 192                    |
| Тімерчкаси, присілок    | 148                    | 129                    |
| Троїцьке, присілок      | 138                    | 122                    |
| Тузі-Сярмус, присілок   | 365                    | 337                    |